# Camp Lakebottom
Camp Lakebottom  (Acampamento Lakebottom no Brasil e em Portugal) é uma série animada canadense produzida por 9 Story Entertainmentque foi ao ar na Teletoon no dia 4 de julho de 2013.Entrou nos EUA no Disney XD a partir de 13 de julho de 2013. A série conta sobre um menino chamado McGee que embarca no ônibus errado de verão e tem todos os tipos de aventuras em Acampamento Lakebottom, ao tentar proteger o acampamento de seu inimigo Jordan Pixote Buttsquat no acampamento Sunny Smiles. Em Portugal, a série estreou no Biggs no dia 1 de julho de 2015 e mais tarde na RTP2 no espaço Zig Zag no dia 11 de junho de 2018 intitulando-se Campo Lakebottom.

## Sinopse
McGee embarca em ônibus para chegar em um acampamento de verão, mas ele vai na direção errada, ao contrário, tem todos os tipos de aventuras em um acampamento chamado Acampamento Lakebottom, ao tentar proteger o acampamento de seu inimigo Jordan "Pixote" Buttsquat no acampamento Sunny Smiles.

## Personagens
- McGee (Scott McCord): Descrito como um garoto de 12 anos temerário e mentor, McGee é um candidato a emoção cuja curiosidade muitas vezes o leva a agir antes que ele pensa. Ele tem o hábito de ignorar as advertências do conselheiro e como resultado começa constantemente a si mesmo e seus amigos em apuros, mas é sua mente ansiosa que sempre recebe-os de volta para fora também. Isso o levou a desenvolver o slogan "Provavelmente deve ter pensado que passar." Fora de todos os campistas que ele é o mais intrigado e tolerante do Acampamento Lakebottom, sendo fascinado por todos os suas potenciais fontes de diversão e aventura. Ele é um nester auto-proclamado de brincadeiras são realmente muito chatas.

- Gretchen (Melissa Altro): Ela é uma menina que é descrita como nada além de uma "açucarada", ela é sarcástica e indiferente sobre tudo. Sua falta de entusiasmo é feita com sua afiada, língua crítica. Com uma faixa preta em caratê, e uma intolerância com a injustiça, Gretchen não é uma garota que você quer mexer. No entanto debaixo do exterior resistente ela tem um coração enorme, e secretamente deseja que ela possa ser como qualquer garota normal (embora ela nunca iria revelar isto). Seu slogan é "Você acha ?!" normalmente diz isso a McGee quando um plano dá errado e ele aponta o óbvio. Ela é revelada por ter uma fobia grave de esquilos em "Cheeks of Doom". Gretchen parece ter uma "quedinha" pelo McGee.
- Esguicho (português brasileiro) ou Squirt (português europeu) (Darren Frost): o melhor amigo de McGee. Ele está sempre alegre, e um amigo para todas as coisas vivas, mesmo que eles estão tentando matá-lo. Ele fez amizade com quase todos os monstros pondo os pés no Acampamento Lakebottom. Enquanto sua omnibenevolence às vezes vem a calhar em lidar com os monstros que aparecem constantemente, sua ignorância, muitas vezes o torna suscetível a controlar a partir de vários vilões, o exemplo mais proeminente sendo "Late Afternoon of the Living Gitch" é revelado que ele tem usado o mesmo par de cuecas toda a sua vida.
- Sawyer (Cliff Saunders): Um zumbi amável, com uma ferramenta multiuso tomando o lugar de sua mão esquerda, que é frequentemente uma motosserra. Ele é um dos conselheiros do acampamento, e aquele que normalmente acompanha as crianças em suas aventuras. Como um zumbi, a cabeça e os membros constantemente cair, mas possa ser recolocado. Ele se distanciou o estereótipo de que os zumbis são monstros estúpidos que têm fome de cérebros e revelou que ele tem um coração (literalmente como ele leva-lo para fora do peito), ele prometeu cuidar dos campistas humanos, e age muitas vezes como uma figura grandfatherly a eles. Ele serve como homem prático do campo, e construiu invenções bizarras ao longo da série, incluindo um monstro de Frankenstein em "Frankenfixer". Em "Zombie Dearest" Sawyer é revelado para ter uma mãe zombie que age como um cérebro comer zombie estereotipada, que Sawyer abandonado fora de desafio aos seus hábitos.
- Armand (Adrian Truss): Um sasquatch com uma paixão para as artes do espetáculo, e sonhos de se tornar um ator. Ele é mais um dos conselheiros do acampamento. Enquanto ele normalmente é muito gentil, descontraído, e muito difícil de raiva, os raros casos em que ele, têm provado ser perigoso para a segurança de todos. O episódio "Marshmallow Loucura" revela que tem um vício grave de marshmallows, ele será levado para, uma raiva cheia de fome incontrolável se ele está sempre em estreita proximidade com as iguarias.
- Rosinha (português brasileiro) ou Rosebud (português europeu) (Jonathan Wilson): Uma mulher de short, amargo, com um sotaque alemão, que serve como cozinheira do acampamento eo conselheiro final. Ela se orgulha de sua cozinha, no entanto suas refeições não são só não comestíveis, mas freqüentemente ameaçam a vida dos campistas. Ela é conhecida por usar tudo o que falta ela consegue encontrar como ingredientes em suas refeições. Esguicho parece ser o único que gosta de sua culinária. Ela é a conselheira mais estrita, e é menos tolerante com as palhaçadas de McGee, no entanto por baixo de tudo que ela significa bem.
- Jordan Pixote (português brasileiro) ou Jordan Buttsquat (português europeu) (Carter Hayden): Pixote é o filho mimado-rico do proprietário do "Acampamento Sunny Smiles" (acampamento rival de Lakebottom) e arqui-inimigo de McGee. Ele serve como o principal antagonista da série, constantemente indo para o acampamento Lakebottom na tentativa de destruir o acampamento rival, ou para zombar pobres condições de vida dos moradores de fundo mostrando fora alguma fantasia item de novo, e de alta tecnologia disponível em seu acampamento. No entanto Pixote severamente falta no departamento intelectual e McGee é capaz de ser mais esperto que ele cada vez, o que o levará a dizer que o slogan recorrente: "Eu terei minha vingança." McGee salvou a vida de Pixote nas muitas ocasiões em que seu inimigo tem sido ameaçado por diferentes monstros, mas ele nunca mostra gratidão depois.
- Suzi (Bryn McAuley): irmã mais velha de McGee, que é uma rainha de concurso, e se tornou rainha de "Sunny Smiles" em seu primeiro dia. Ela é o arqui-inimigo de Gretchen, que tem realizado um rancor contra ela desde que ela bateu a Gretchen em um concurso de concurso de beleza. Ela tem uma queda por Pixote, e muitas vezes o acompanha em seus esquemas para frustrar Lakebottom. Ela sempre se refere a McGee como "Irmãozinho Bebê", e enquanto os dois irmãos às vezes brigam, eles geralmente são mostrados para cuidar uns dos outros. Apesar de ter a intenção menos mal do que Pixote, há várias ocasiões em que ela posou como uma ameaça muito perigosa para a segurança de todos, pois ela tem uma tendência a se envolver por um dos monstros sobrenaturais ou fenômenos que têm aparecido. Exemplos disso incluem: "Stage Fright", onde ela usa fase má sorte e, inadvertidamente, convoca um espírito maligno que começa a possui-la e quase destrói o fundo do lago. Outro exemplo é "28 Suzis Later" onde ela é clonado por um lama mística, fazendo com que o campo a ser invadido por clones da Suzi.
- Gosmento (português brasileiro) ou Slimey (português europeu): um gigantesco polvo como a criatura que vive no lago, e o personagem mais freqüente reoccurring aparecer na série. Enquanto ele aterrorizava os campistas em sua primeira aparição, agarrando-los e jogá-los no ar, é revelado que ele realmente quer jogar com eles. Mais tarde, ele se torna bastante bons amigos com os campistas, especialmente Esguicho, e muitas vezes irá proporcionar-lhes divertimento atirando-os para o ar quando estão nadando para que possam mergulhar. Ele obedece qualquer um dos conselheiros, e muitas vezes ajudar os campistas durante suas aventuras que envolvem o lago. Só seus tentáculos são mostrados, por isso, é desconhecido o que seu corpo parece.

## Episódios
| Temporada | Temporada | Episódios | Exibição no Canadá   | Exibição no Canadá    | Exibição nos EUA     | Exibição nos EUA      | Exibição no Brasil      | Exibição no Brasil     | Exibição em Portugal                                  | Exibição em Portugal                                    |
| Temporada | Temporada | Episódios | Estreia de temporada | Final de temporada    | Estreia de temporada | Final de temporada    | Estreia de temporada    | Final de temporada     | Estreia de temporada                                  | Final de temporada                                      |
| --------- | --------- | --------- | -------------------- | --------------------- | -------------------- | --------------------- | ----------------------- | ---------------------- | ----------------------------------------------------- | ------------------------------------------------------- |
|           | 1         | 52        | 4 de julho de 2013   | 30 de outubro de 2014 | 13 de julho de 2013  | 16 de outubro de 2014 | 19 de outubro de 2013   | 12 de novembro de 2014 | 1 de julho de 2015 (Biggs) 11 de junho de 2018 (RTP2) | 26 de julho de 2015 (Biggs) 11 de agosto de 2018 (RTP2) |
|           | 2         | 52        | 2 de março de 2015   | 15 de agosto de 2016  | 13 de julho de 2015  | sem data              | 27 de fevereiro de 2015 | sem data               | 1 de julho de 2016                                    | 5 de agosto de 2016                                     |
|           | 3         | 24        | 3 de julho de 2017   | 24 de julho de 2017   | sem data             | sem data              | sem data                | sem data               | sem data                                              | sem data                                                |